# Fredrik Lindström
Fredrik Lindström, celým jménem Fredrik Wilhelm Lindström (* 24. července 1989 Bredbyn), je bývalý švédský biatlonista a olympijský vítěz ze Zimních olympijských her 2018 v Pchjongčchang, kde byl součástí švédské štafety, stejně jako dvojnásobný bronzový medailista z mistrovství světa.
Ve své kariéře vyhrál jeden individuální závod světového poháru a tři kolektivní.

## Výsledky

### Olympijské hry a mistrovství světa
| Sezóna  | D   | Místo                | SP  | SZ  | HZ  | IZ  | ŠT  | SŠT | SZD | Věk    |
| ------- | --- | -------------------- | --- | --- | --- | --- | --- | --- | --- | ------ |
| 2011/12 | MS  | Ruhpolding           | 6.  | 10. | 3.  | 10. | 16. | 4.  | ×   | 21 let |
| 2012/13 | MS  | Nové Město na Moravě | 8.  | 7.  | 12. | 3.  | 11. | 13. | ×   | 22 let |
| 2013/14 | ZOH | Soči                 | 18. | 13. | 2.  | 15. | 10. | –   | ×   | 23 let |
| 2014/15 | MS  | Kontiolahti          | 20. | 24. | 12. | 38. | –   | 16. | ×   | 24 let |
| 2015/16 | MS  | Oslo                 | 30. | 34. | –   | 29. | 7.  | 12. | ×   | 25 let |
| 2016/17 | MS  | Hochfilzen           | 30. | 17. | 8.  | 38. | 11. | 6.  | ×   | 26 let |
| 2017/18 | ZOH | Pchjongčchang        | 39. | 29. | 15. | 8.  | 1.  | 11. | ×   | 27 let |
| 2018/19 | MS  | Östersund            | 66. | –   | –   | –   | 7.  | –   | –   | 28 let |

Poznámka: Výsledky z mistrovství světa se započítávají do celkového hodnocení světového poháru, výsledky z olympijských her se dříve započítávaly, od olympijských her v Soči 2014 se nezapočítávají.

## Vítězství v závodech světového poháru, na mistrovství světa a olympijských hrách

### Individuální
| Č. | sezóna    | datum          | místo              | disciplína |
| -- | --------- | -------------- | ------------------ | ---------- |
| 1. | 2011/2012 | 20. ledna 2012 | Anterselva, Itálie | sprint     |

### Kolektivní
| Č.                            | sezóna    | datum             | místo                            | disciplína      |
| ----------------------------- | --------- | ----------------- | -------------------------------- | --------------- |
| 1.                            | 2008/2009 | 15. března 2009   | Vancouver, Kanada                | štafeta         |
| 2.                            | 2010/2011 | 19. prosince 2010 | Pokljuka, Slovinsko              | smíšená štafeta |
| 3.                            | 2017/2018 | 7. ledna 2018     | Oberhof, Německo                 | štafeta         |
| OH                            | 2017/2018 | 23. února 2018    | Pchjongčchang, Jižní Korea (ZOH) | štafeta         |
| – závod na olympijských hrách |           |                   |                                  |                 |